# Harpacticus uniremis
Harpacticus uniremis är en kräftdjursart som beskrevs av Henrik Nikolai Krøyer 1842. Harpacticus uniremis ingår i släktet Harpacticus och familjen Harpacticidae. Arten är reproducerande i Sverige.

## Underarter
Arten delas in i följande underarter:
- H. u. uniremis
- H. u. japonicus